# 荒木スミシ
荒木 スミシ（あらき スミシ、1968年11月3日 - 2023年4月1日 ）は、日本の小説家。

## 人物
兵庫県加古川市出身。荒木スミシというペンネームは、アラン・スミシーから採られている。アラン・スミシーとは、ハリウッドで、何らかの事情によって監督が自身の名前をクレジットしない場合に、代わりに使われる架空の名前である。

## 経歴
1987年、山中圭一(本名)名義のシナリオ『ダチ』で第2回フジテレビヤングシナリオ大賞佳作を受賞。同年の大賞は野島伸司が受賞している。
1997年、ペンネームを荒木スミシと改め、小説『シンプルライフ・シンドローム』を555冊のみ自費出版。同年に兵庫県神戸市で発生した神戸連続児童殺傷事件との類似点がマスコミで取り上げられ、犯人が本作に影響を受けたのではないかとの推測まで現れた。同作は、改筆の上、2000年に幻冬舎から出版されている。
兵庫県加古川市に在住して、執筆活動を行なうとともに、ノンカフェブックスを主宰していた。
1型糖尿病とバセドウ病に罹患し、闘病中であったが、2023年4月1日に死去したことが発表された。

## 著作
- シンプルライフ・シンドローム（2000年、幻冬舎、ISBN 978-4344000179）
- グッバイ・チョコレート・ヘヴン（2001年、幻冬舎、ISBN 978-4344401075）
- チョコレート・ヘヴン・ミント（2001年、幻冬舎、ISBN 978-4344401617）
- ダンス・ダンス・ダンスRMX―The other side title“Typewrite Lesson”（2003年、メディアファクトリー、ISBN 978-4840108362）
- ボーンアゲイン・シンドローム（2007年、ノンカフェブックス、ISBN 978-4990379018 ）
- グッバイ・チョコレート・ヘヴン 黒い穴編（2008年、ノンカフェブックス、ISBN 978-4990379025）